# Cascate Livingstone
Le cascate Livingstone sono una serie di rapide nella parte finale del fiume Congo. Si estendono a cavallo fra il territorio della Repubblica del Congo e quello della Repubblica Democratica del Congo. Seguendo la direzione del fiume Congo, le cascate vengono subito dopo la palude di Malebo, e consistono di una serie di cateratte che attraversano un dislivello di 270 metri in 350 chilometri di lunghezza.
Le cascate rendono questa parte del Congo non navigabile. Questo portò, alla fine del XIX secolo, alla costruzione della linea ferroviaria Matadi-Léopoldville.